# Đông Thắng
Đông Thắng là một xã thuộc huyện Cờ Đỏ, thành phố Cần Thơ, Việt Nam.
Xã Đông Thắng có diện tích 15,02 km², dân số năm 2008 là 5.128 người, mật độ dân số đạt 341 người/km².